# 百裂风毛菊
百裂风毛菊（学名：Saussurea centiloba）是菊科风毛菊属的植物，是中国的特有植物。分布于中国大陆的云南、四川等地，生长于海拔3,200米至4,200米的地区，见于高山栎树林缘、山坡灌丛草地以及石灰岩山坡草地。